# Důl Rudý říjen Olší
Důl Rudý říjen Olší byl hlubinný uranový důl mezi obcemi Olší, Drahonín (obě v okresu Brno-venkov) a Střítež (okres Žďár nad Sázavou) v Hornosvratecké vrchovině. Nacházel se v rudním poli Olší–Drahonín, které bylo po ložisku Rožná–Rozsochy druhým největším v oblasti Bystřicka i celé Českomoravské vrchoviny. Dobývací prostor dosáhl rozlohy 629 ha a rozkládal se v katastrálních územích Drahonín, Olší u Tišnova, Bor u Nedvědice, Litava, Střítež a Moravecké Pavlovice.

## Historie
Uranové ložisko Olší – Drahonín bylo objeveno v roce 1956, následovaly průzkumné práce. Jáma č. 1 Olší, nacházející se přibližně 1200 m severozápadně od Olší (49°25′37″ s. š., 16°16′37″ v. d.), začala být hloubena 7. listopadu 1958, těžba uranové rudy zde byla zahájena 1. července 1959. Nejprve se jednalo o důlní úsek dolu Karel Havlíček Borovský, samostatný závod Důl Rudý říjen Olší byl v rámci národního podniku Jáchymovské doly Rožná (od roku 1966 Uranové doly Dolní Rožínka) zřízen 1. října 1959. Průzkum byl poté z centrálního prostoru ložiska přesunut do sousedních prostorů. V severní části byla vyhloubena poblíž silnice II/385 průzkumná šachtice č. 34 Hájenka (49°26′10″ s. š., 16°16′23″ v. d.), kde byla zahájena těžba v roce 1960. Následovala jáma č. 4 Drahonín (49°25′1″ s. š., 16°16′55″ v. d.) vyhloubená v roce 1960 a nacházející se 500 m severovýchodně od Drahonína; zde se s těžbou začalo 15. července 1961. Těžba se v dole Rudý říjen rozvíjela, přičemž vrcholu dosáhla v roce 1967, kdy zde bylo zaměstnáno přibližně 1000 osob.
Od začátku 70. let již objem těžby klesal, neboť byly vytěženy nejbohatší části ložiska. V letech 1972–1987 probíhal průzkum nejjižnější části ložiska u Tišnovské Nové Vsi. Roku 1977 byla ukončena těžba v úseku Hájenka, šachtice byla poté zasypána. K zastavení provozu jámy Drahonín došlo v roce 1987 (do té doby dosáhla 18. patra), následně byla zasypána. K 31. prosinci 1988 zanikl důl Rudý říjen jakožto samostatný závod, další práce probíhaly pod hlavičkou závodu Rožná. Těžba v jámě Olší byla ukončena 17. března 1989, zbytkové zásoby byly odepsány, jáma byla posléze zasypána. Dobývací prostor dolu, zřízený v roce 1961, byl zrušen roku 1994.
Celkově bylo v ložisku Olší–Drahonín mezi lety 1959 a 1989 vytěženo přibližně 2,9 milionů tun uranové rudy a 2900 tun uranu, ke zpracování rudy docházelo v chemické úpravně v Rožné. Nacházely se zde dvě jámy, tři slepé jámy, dvě štoly, tři průzkumné šachtice a 141,4 km horizontálních důlních děl, bylo dosaženo hloubky přibližně 900 metrů pod zemským povrchem.
Od začátku roku 1989 probíhaly v prostoru dolu rekultivační práce, povrchové stavby byly odstraněny a prostor postupně biologicky rekultivován. Pod odvalem jámy Drahonín byla vyražena odvodňovací štola, u jejíhož ústí byla postavena čistička důlních vod, neboť důlní díla byla v roce 1996 zatopena. V letech 1989–2000 dosáhly náklady na likvidaci ložiska částky 182,4 milionů korun, na dokončení prací, monitoring a čištění vod byla pro roky 2001–2021 předpokládána částka přibližně 150 milionů korun. Rekultivace prostoru bývalého dolu Rudý říjen byly dokončeny v roce 2002, kdy bylo 1. lednu toho roku předáno Lesům České republiky 18,1 ha pozemků.